# Damagétos z Rhodu
Damagétos (starořecky Δαμάγητος–Damagétos) byl v roce 452 př. n. l. a 448 př. n. l. vítěz olympijských her v pankrátionu.
Damagétos z Rhodu byl syn boxera Diagorase, jednoho z nejslavnějších sportovců starověkého Řecka. Na 82. a 83. olympijských hrách zvítězil v pankrationu. Stejně úspěšnými sportovci na olympijských hrách byli i jeho mladší bratři Akousilaos, vítěz v boxu a Dórieus, trojnásobný vítěz v pankrationu.
Na 83. olympijských hrách zvítězil spolu se svým bratrem Akousilaem v jednom dni. Diváci na stadionu v okamžiku propukli v obrovský jásot, vždyť vítězství dvou synů jednoho otce, který byl sám olympijským vítězem ještě nikdo neviděl. Když jim jejich otec Diagorás přišel blahopřát k úspěchu, nadšení diváci házeli k jeho nohám květiny a pak když ho synové vzali na ramena a nesli ho doprostřed stadiónu, volali: "Dlouho ať žije Diagoras " a když po chvíli ztichli, aby se jejich otec mohl poděkovat, z hlediska se ozval nějaký sparťan: " Zemři Diagoras hned teď! " Nebyla to od něj zlomyslnost ani závist, ale výraz toho , že větší blaho již smrtelník v životě nedosáhne. Diagoras přemožen štěstím v té chvíli opravdu skonal.